# فانهوتية ليونية
فانهوتية ليونية (الاسم العلمي:Vanhouttea leonii) هي نوع من النباتات تتبع جنس الفانهوتية من الفصيلة الغزنرية.